# غادة الشمعة
غادة الشمعة (31 ديسمبر 1961 -)، ممثلة سورية. بدأت مسيرتها في عام 1976 من خلال مسلسل (البيادر)، إكتشافها الفنان دريد لحام بعد ظهورها في مسلسل (وين الغلط) عام 1979، قدمت بعدها العديد من الأفلام السورية والتي لفتت أنظار المخرج المصري حسام الدين مصطفى لتشارك في عدد الأفلام المصرية والتي من أبرزها (المشاغبات والكابتن) عام 1991 مع الفنان ممدوح عبدالعليم. من أبرز أعمالها (بومب أكشن، صراع الحسناوات، القلب وما يعشق). تعددت أعمالها ما بين سوريا ومصر، وعملت في أفلام سينمائية عديدة.

## أعمالها

### من المسلسلات
- البيادر.
- وين الغلط.
- الضابط والمجرم.
- الطبيبة.
- بومب أكشن.
- طريق الشيطان.

## أ عمالها السينمائية
- فيلم فتيات حائرات
- فيلم بنت شرقية (الحب المزيف)
- فيلم سواقة التاكسي
- فيلم سحاب
- فيلم المشاغبات والكابتن

- فيلم أمطار صيفية
- السلاحف

## روابط خارجية
- غادة الشمعة على موقع قاعدة بيانات الأفلام العربية